# Club Siete a Nueve TM
Le Club Siete a Nueve Tenis de Mesa est un club catalan de tennis de table fondé en 1931 à Barcelone. Il s'agit de la plus vieille association pongiste de la Catalogne. Le club possède le plus gros palmarès des Championnats d'Espagne et s'étire des années 190 à la fin des années 1980. Les plus grands joueurs catalans et espagnols y ont évolué à l'époque.

## Palmarès
- Ligue National/Première division masculine (15) :
  - Champion en 1944, 1949, 1953, 1955, 1963, 1964, 1974, 1975, 1976, 1978, 1979, 1982, 1983, 1984, 1985.
  - Vice-champion à 12 reprises.
- Ligue National/Première division féminine (8) :
  - Champion en 1962, 1974, 1979, 1982, 1985, 1986, 1988, 1989.
  - Vice-champion à six reprises
- Ligue Nationale masculine (17)
- Ligue Nationale féminine (12)
- Championnat de Catalogne par équipes masculine (13)
- Championnat de Catalogne par équipes féminine (5)